# Hôtel Arbelet
L'hôtel Arbelet ou maison sculptée est un hôtel particulier situé rue de l'Arquebuse à Autun, en France.

## Localisation
L'édifice est situé dans le département français de Saône-et-Loire, sur la commune d'Autun. Il occupe le no 17 de la rue de l'Arquebuse.

## Description
L'hôtel Arbelet est haut de trois étages et a pour ouverture un porche. Sa façade est ornée de sculptures, représentants divers personnages, animaux, fruits et feuillages.
Un jardin est situé à l'arrière de la maison.

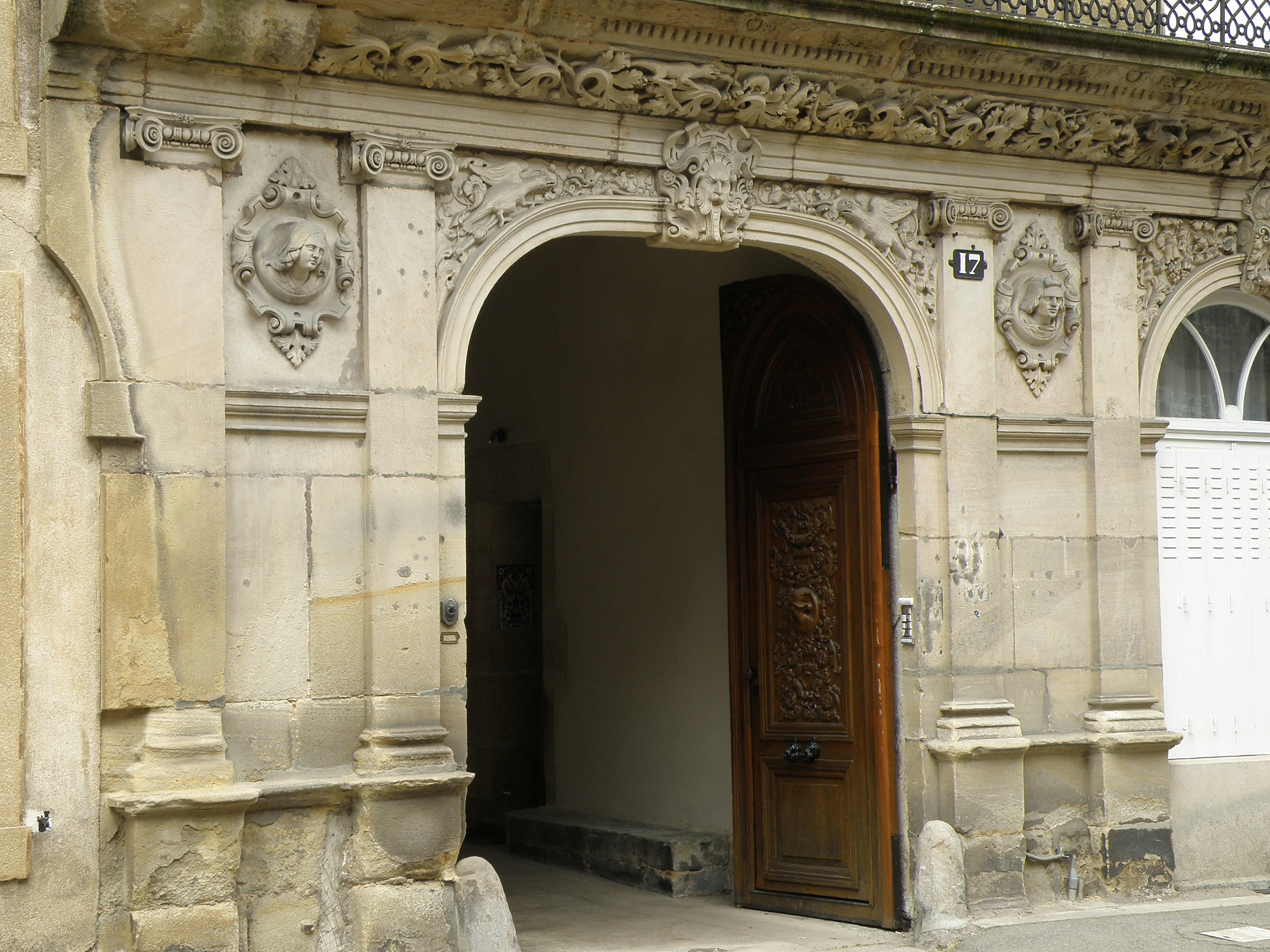
Le porche.
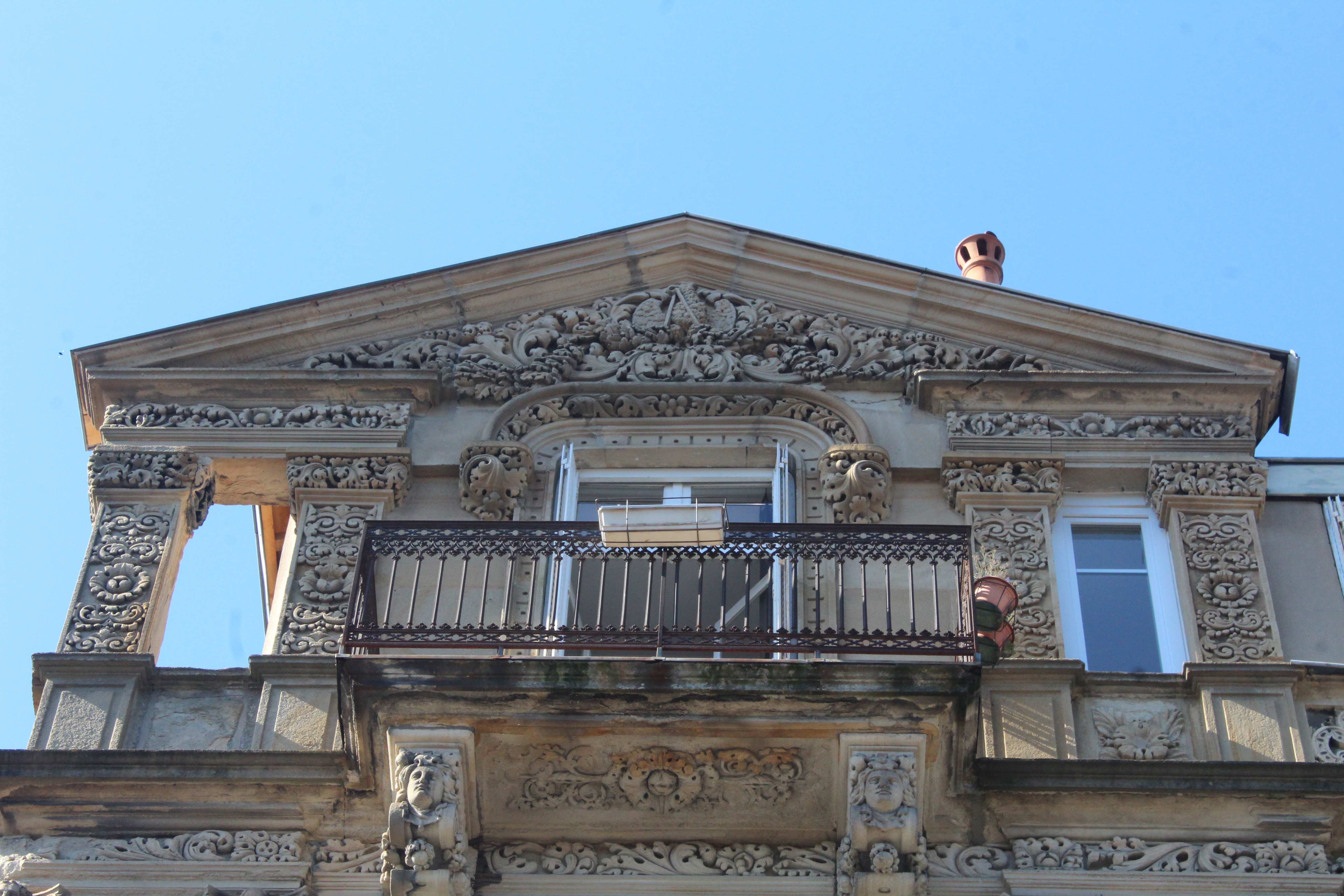
Troisième étage.

## Historique
L'hôtel particulier est édifié au cours des années 1840 pour la famille Arbelet, sur les plans de l'architecte et sculpteur autunois Claude Quarré (aussi créateur de la statue de la Vierge au sommet de la tour des Ursulines). Le projet initial est celui d'une maison sculptée symétrique, mais seule l'aile droite est réalisée.
Lorsque le bâtiment est transformé en appartements, un troisième étage est créé, par une avancée du comble jusqu'à la balustrade de la terrasse supérieure.
L'édifice est inscrit au titre des monuments historiques le 29 octobre 1975 pour sa façade et sa toiture sur rue.